# Parastaffelloides
Parastaffelloides  es un género de foraminífero bentónico considerado un sinónimo posterior de Pseudoendothyra de la subfamilia Pseudostaffellinae, de la familia Ozawainellidae, de la superfamilia Fusulinoidea, del suborden Fusulinina y del orden Fusulinida. Su especie tipo era Staffella pseudosphaeroidea. Su rango cronoestratigráfico abarcaba el Mississippiense (Carbonífero inferior).

## Discusión
Parastaffelloides fue propuesto como un subgénero de Pseudoendothyra, es decir, Pseudoendothyra (Parastaffelloides).
Clasificaciones más recientes incluirían Parastaffelloides en la superfamilia Ozawainelloidea, y en la subclase Fusulinana de la clase Fusulinata. Otras clasificaciones recientes incluirían Parastaffelloides en la familia Pseudostaffellidae.

## Clasificación
Parastaffelloides incluía a las siguientes especies:
- Parastaffelloides asiaticus †
  - Parastaffelloides asiaticus mongoliensis †
- Parastaffelloides belliatus †